# Iodometría
La iodometría (o yodometría), también conocida como titulación o valoración iodométrica (o yodométrica), es un método de análisis químico volumétrico basado en reacciones redox  en las que interviene el yodo cuya desaparición indica el punto final. Generalmente, para una mejor apreciación de este punto final, momentos antes de la desaparición del color amarillo se suele añadir una pequeña cantidad de disolución de almidón, que produce una fuerte coloración azul.
Nótese que la iodometría implica una titulación indirecto de iodo liberada por reacción con el analito, mientras que la iodimetría implica titulación directa utilizando disoluciones patrón de iodo como titulador.

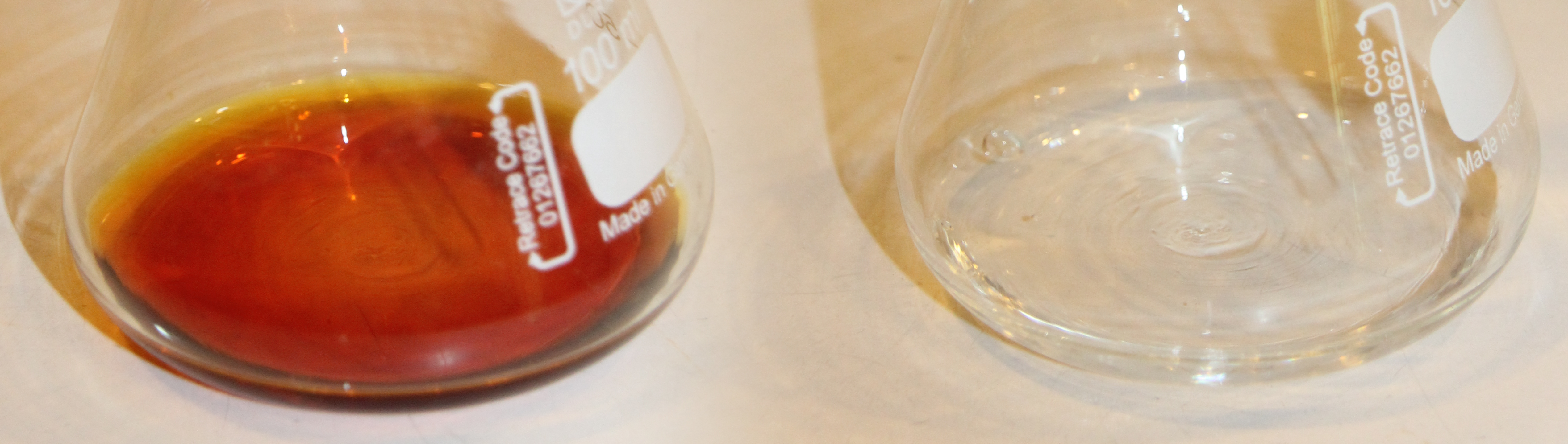
Color de una mezcla de la titulación iodométrica antes de (izquierdo) y después de (derecha) el punto final

## Principios básicos
La yodometría tiene diversas aplicaciones en el análisis químico, generalmente relacionadas con la concentración de agentes oxidantes en disoluciones acuosas. Ejemplos típicos son la determinación de oxígeno disuelto en agua (nivel de  saturación de oxígeno en estudios ecológicos) o la determinación de cloro activo en análisis de agua de piscina o en disoluciones de hipoclorito de sodio (lejía de cloro).  El procedimiento general de la yodometría consiste  en añadir un gran exceso de  alguna sal soluble de yoduro (por ejemplo, yoduro potásico) a un volumen conocido de la muestra objeto del análisis. El agente oxidante a determinar (conocido como analito)  oxida el ioduro a iodo. El iodo formado reacciona con el exceso de yoduro formando el ion complejo conocido como anión triyoduro (I3-  )  de color marrón oscuro o amarillo, según la cantidad producida.
La solución de iones triyoduro  se valora seguidamente con una disolución patrón de tiosulfato para dar nuevamente ioduro. Para una mejor apreciación el punto final, antes de la desaparición total de la tonalidad amarilla se añade el indicador de almidón:
{\displaystyle {\ce {I3- + 2e- <=> 3I-}}} {\displaystyle (E_{0}=+0.5355V)}
Junto con el potencial de reducción de tiosulfato:
{\displaystyle {\ce {S4O6^{2-}{+}2e- <=> 2S2O3^{2-}}}} {\displaystyle (E_{0}=+0.080V)}
La reacción global queda:
{\displaystyle {\ce {I3- + 2S2O3^{2-}<=> 3I- + S4O6^{2-}}}} {\displaystyle (E_{0}=+0.4555V)}
La desaparición de color azul profundo debido a la descomposición del complejo iodo-almidón  marca el punto final, por lo que, conocido el volumen y la concentración de la disolución de tiosulfato consumido, se puede determinar, mediante el balance estequiométrico de la reacción anterior el número de moles (o milimoles de I3− ) producidos en la reacción previa con el oxidante analito (oxígeno, cloro, etc.). 
El tiosulfato es el valorante casi universal para la determinación del ion triyoduro formado, sobre todo cuando se trabaja en condiciones de disoluciones neutras o ácidas. En disoluciones básicas es muy difícil llevar a cabo estas valoraciones, pues el ion I3− dismuta formando ion yoduro y ácido hipoyodoso, modificando la estequiometría de la reacción. Las disoluciones patrón de tiosulfato se preparan a partir de la sal sódica pentahidratada (Na2S2O3 • 5H2O). Ocasionalmente se pueden utilizar otros agentes reductores diferentes al tiosulfato sódico, como cloruro de estaño(II), algunos sulfitos y algunos derivados del arsénico(III) y del antimonio(III).